# SH005
SH005（えすえいち ぜろぜろゴ）は、シャープによって開発された、auブランドを展開するKDDIおよび沖縄セルラー電話のCDMA 1X WIN対応音声用端末である。

## 概要
同キャリア向けの携帯電話としては初の試みとなる7色のカラーバリエーションを同時展開する音声通話用端末。
主に20代前後の男性・女性ユーザーをターゲットとする。
キャッチコピーは、「選べる７色防水スリム」であり、IPX5／IPX7相当の防水性能を実現している。また、特に大々的な機能面のアピールはしていないものの、フルワイドVGA解像度の液晶ディスプレイをはじめ、500万画素CMOSカメラ、加速度センサー、FMラジオ/トランスミッター、Bluetoothワイヤレス通信などハイエンド機に準ずる多様な機能を持っている。一方サブディスプレイは搭載せず、外部に備えられたイルミネーションにより電話やメールの着信の判別が付くのみである。

なお、本端末には卓上ホルダの設定自体が無く、直流給電用の外部接点は装備していない。このため、必然的に外部接続端子を使用して充電を行う必要がある。充電時には、防水機能を損なわない為にコネクタやキャップ類の破損に注意したい。

## 沿革
- 2009年10月19日 - KDDI、およびシャープより公式発表。
- 2010年1月28日 - 沖縄地区にて発売。
- 2010年1月30日 - 東北、北陸、中部、関西、四国、九州地区にて発売。
- 2010年2月3日 - 関東および中国地区にて発売。
- 2010年2月4日 - 北海道地区にて発売。

※当初は沖縄地区を除き、同年1月29日に北海道、東北、北陸、関東、中部、関西、中国、四国にて、同年1月30日に九州地区にてそれぞれ発売されるというアナウンスがされたが「外部接続端子のカバーに不具合があった」というトラブルが発生したため、その確認作業を行うための理由で発売予定日が変更となった。
- 2010年9月 - 販売終了。

## 主な機能・サービス
- 防水機能（IPX5/IPX7等級）
- AQUOS Blu-rayレコーダー連携機能
- FMトランスミッター
- ブログアップ
- 絵文字メーカー
- 情報リーダー
- 名刺リーダー
- テキストリーダー

| 主な対応サービス                                                                        | 主な対応サービス                                                 | 主な対応サービス                                                                 | 主な対応サービス         |
| --------------------------------------------------------------------------------------- | ---------------------------------------------------------------- | -------------------------------------------------------------------------------- | ------------------------ |
| LISMO! (着うたフル) (着うたフルプラス) (LISMOビデオクリップ) (LISMO Video) (LISMO Book) | EZケータイアレンジ                                               | バーコードリーダー&メーカー                                                      | PCサイトビューアー       |
| au BOX                                                                                  | ワイヤレスミュージック                                           | au Smart Sports Run & Walk Karada Manager ゴルフ フイットネス カロリーカウンター | EZナビウォーク           |
| EZ助手席ナビ                                                                            | 安心ナビ                                                         | 災害時ナビ                                                                       | ナカチェン               |
| EZアプリ FullGame! Bluetooth対戦                                                        | EZアプリ(BREW)                                                   | オープンアプリプレイヤー                                                         | PCドキュメントビューアー |
| アレンジメニュー                                                                        | au oneガジェット マルチプレイウィンドウ クイックアクセスメニュー | じぶん銀行アプリ                                                                 | EZ・FM                   |
| EZチャンネル EZチャンネルプラス EZニュースフラッシュ EZニュースEX                       | Bluetooth                                                        | Touch Message                                                                    | EZFeliCa                 |
| ケータイ de PCメール                                                                    | デコレーションメール                                             | デコレーションアニメ                                                             | au one メール            |
| 緊急通報位置通知                                                                        | ワンセグ                                                         | グローバルパスポート (CDMA)                                                      | 赤外線通信 (IrSimple)    |

## 注
1. ↑  最厚部14.6mm